# Marktstraße 3 (Wernigerode)

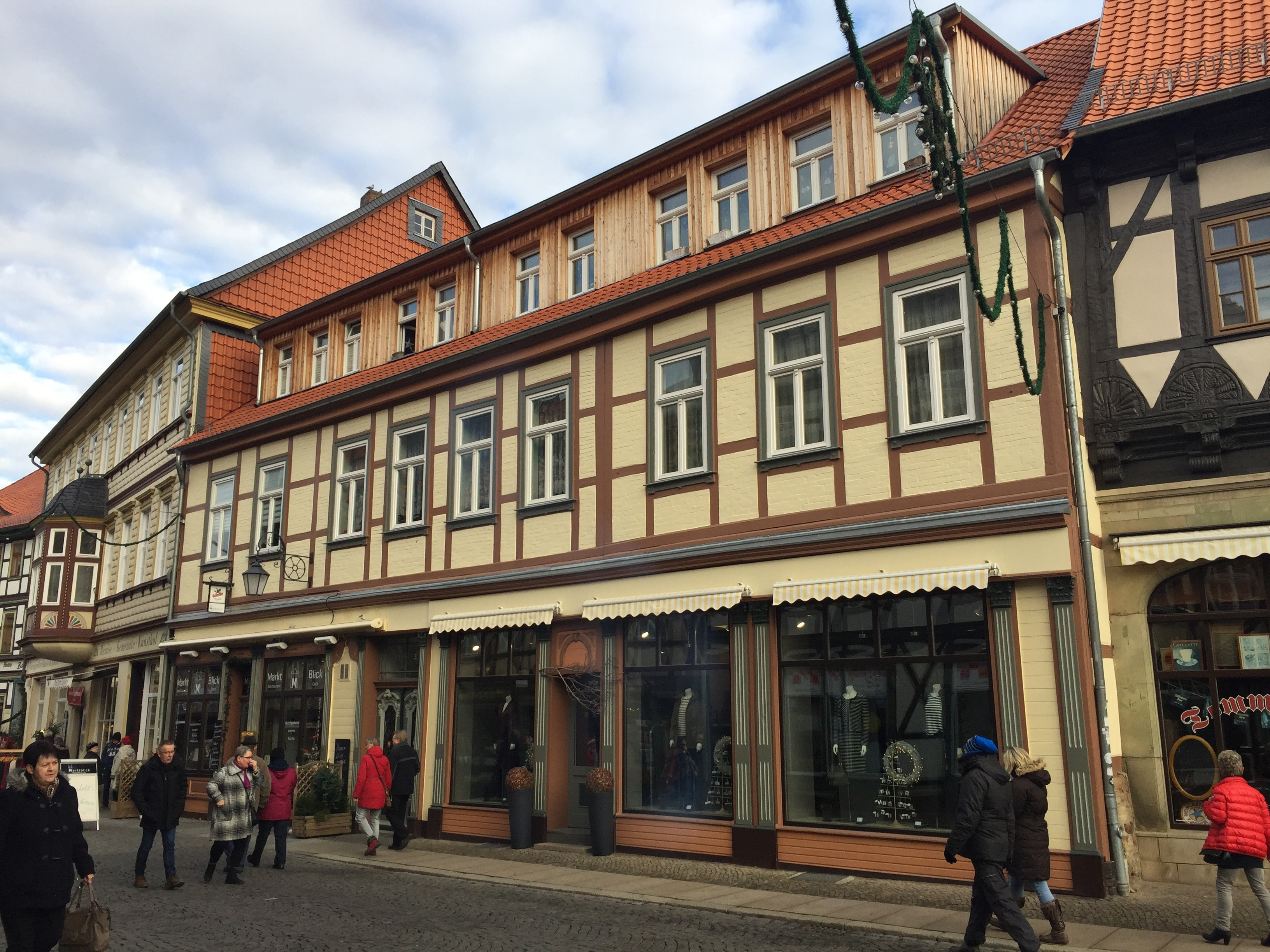
Blick zur Marktstraße 3

Das Haus Marktstraße 3 ist ein Fachwerkgebäude in der Altstadt von Wernigerode, Landkreis Harz, in Sachsen-Anhalt. Es handelt sich um ein als Wohn- und Geschäftshaus genutztes Gebäude, das im 16. und 17. Jahrhundert von verschiedenen Bürgermeistern der Stadt bewohnt wurde.

## Lage
Das Gebäude Marktstraße 3 befindet sich im südlichen Teil der Wernigeröder Innenstadt, nur wenige Meter vom Marktplatz entfernt, an der Ostseite der Marktstraße, deren Einkaufsmeile unweit des Hauses beginnt.

## Architektur und Geschichte
Es handelt sich um ein zweietagiges Fachwerkhaus mit Dachgeschoss aus dem 18. Jahrhundert. Über das Baujahr gibt es unterschiedliche Vermutungen.
1558 wohnte in diesem Haus der Wernigeröder Bürgermeister Thomas Schütze. Daran erinnert noch heute beim Durchgang zum benachbarten Gebäude Marktstraße 1 die Kemenate von 1556.
In diesem Haus „am Markte“ in Wernigerode, das damals dem Bürgermeister Michael Puelmann gehörte, fand am 14. Juli 1606 das Hochzeitsfest von Anna von Stolberg und Johann Behrendes aus Goslar statt. Anna von Stolberg war die leibliche Tochter des regierenden Grafen Wolf Ernst zu Stolberg aus seiner unehelichen Beziehung zu Catharina Lappe.
Früher trug das Gebäude die Ortslistennummer 626. Es handelte sich damals um ein Wohnhaus mit Hofraum, Schlachthaus und einem querstehenden Stall. Eigentümer des Hauses war in den Jahren 1895/1896 der Fleischermeister Karl Voss und seine Familie, der hier eine Fleischerei betrieb. Nach seinem Tod wurde das Haus an den Klempnermeister Wilhelm Brauckhoff verkauft.
1908 sorgte das Haus durch einen angeblichen Fund eines Skeletts im Keller des zur Marktstraße 3 gehörigen Hinterhauses für Aufsehen.
Im örtlichen Denkmalverzeichnis ist das Haus nicht als einzelnes Baudenkmal verzeichnet, gehört allerdings zum Denkmalbereich Altstadt.